# Draft NBA 1973
Il Draft NBA 1973 si è svolto il 24 aprile 1973 a New York ed è ricordato perché produsse diversi personaggi famosi quali Mike D'Antoni (poi diventato allenatore dei Los Angeles Lakers), George Karl (allenatore dei Denver Nuggets), Doug Collins (ex-istruttore allenatori NBA ed analista TNT) e Jim O'Brien e M.L. Carr (in seguito diventati istruttori allenatori NBA).

## Giocatori scelti al 1º giro
|  | = All-Star     |
|  | = Hall of Fame |

| Scelta | Giocatore              | Nazionalità | Squadra NBA             | Scuola/ex squadra   |
| ------ | ---------------------- | ----------- | ----------------------- | ------------------- |
| 1      | Doug Collins (SG)      | Stati Uniti | Philadelphia 76ers      | Illinois State      |
| 2      | Jim Brewer (PF)        | Stati Uniti | Cleveland Cavaliers     | Minnesota           |
| 3      | Ernie DiGregorio (PG)  | Stati Uniti | Buffalo Braves          | Providence          |
| 4      | Mike Green (C)         | Stati Uniti | Seattle SuperSonics     | Louisiana Tech      |
| 5      | Kermit Washington (PF) | Stati Uniti | Los Angeles Lakers      | American University |
| 6      | Ed Ratleff (SG)        | Stati Uniti | Houston Rockets         | Long Beach State    |
| 7      | Ron Behagen (PF)       | Stati Uniti | Kansas City-Omaha Kings | Minnesota           |
| 8      | Mike Bantom (PF)       | Stati Uniti | Phoenix Suns            | St. Joseph's        |
| 9      | Dwight Jones (PF)      | Stati Uniti | Atlanta Hawks           | Houston             |
| 10     | John Brown (SF)        | Stati Uniti | Atlanta Hawks           | Missouri            |
| 11     | Kevin Joyce (PG/SG)    | Stati Uniti | Golden State Warriors   | South Carolina      |
| 12     | Kevin Kunnert (C)      | Stati Uniti | Capital Bullets         | Iowa                |
| 13     | Nick Weatherspoon (SF) | Stati Uniti | Capital Bullets         | Illinois            |
| 14     | Mel Davis (SF)         | Stati Uniti | New York Knicks         | St. John's          |
| 15     | Barry Parkhill (SG)    | Stati Uniti | Portland Trail Blazers  | Virginia            |
| 16     | Swen Nater (C)         | Paesi Bassi | Milwaukee Bucks         | UCLA                |
| 17     | Steve Downing (C)      | Stati Uniti | Boston Celtics          | Indiana             |
| 18     | Raymond Lewis          | Stati Uniti | Philadelphia 76ers      | Cal State LA        |

## Giocatori scelti al 2º giro
| Scelta | Giocatore       | Nazionalità | Squadra NBA             | Scuola/ex squadra |
| ------ | --------------- | ----------- | ----------------------- | ----------------- |
| 19     | Louie Nelson    | Stati Uniti | Capital Bullets         | Washington        |
| 20     | Mike D'Antoni   | Stati Uniti | Kansas City-Omaha Kings | Marshall          |
| 21     | Allan Bristow   | Stati Uniti | Philadelphia 76ers      | Virginia Tech     |
| 22     | George McGinnis | Stati Uniti | Philadelphia 76ers      | Indiana           |
| 23     | Billy Schaeffer | Stati Uniti | Los Angeles Lakers      | St. John's        |
| 24     | Kevin Stacom    | Stati Uniti | Chicago Bulls           | Providence        |
| 25     | Larry McNeill   | Stati Uniti | Kansas City-Omaha Kings | Marquette         |
| 26     | Allan Hornyak   | Stati Uniti | Cleveland Cavaliers     | Ohio State        |
| 27     | Tom Ingelsby    | Stati Uniti | Atlanta Hawks           | Villanova         |
| 28     | Pat McFarland   | Stati Uniti | New York Knicks         | St. Joseph's      |
| 29     | Derrek Dickey   | Stati Uniti | Golden State Warriors   | Cincinnati        |
| 30     | Wendell Hudson  | Stati Uniti | Chicago Bulls           | Alabama           |
| 31     | Jim Chones      | Stati Uniti | Los Angeles Lakers      | Marquette         |
| 32     | Caldwell Jones  | Stati Uniti | Philadelphia 76ers      | Albany State      |
| 33     | Gary Melchionni | Stati Uniti | Phoenix Suns            | Duke              |
| 34     | Pete Perry      | Stati Uniti | Los Angeles Lakers      | Texas Pan-Am      |
| 35     | Phil Hankinson  | Stati Uniti | Boston Celtics          | Pennsylvania      |

## Giocatori scelti al 3º giro
| Scelta | Giocatore       | Nazionalità       | Squadra NBA           | Scuola/ex squadra |
| ------ | --------------- | ----------------- | --------------------- | ----------------- |
| 36     | Ted Manakas     | Stati Uniti       | Atlanta Hawks         | Princeton         |
| 37     | Jim O'Brien     | Stati Uniti       | Cleveland Cavaliers   | Maryland          |
| 38     | Ken Charles     | Trinidad e Tobago | Buffalo Braves        | Fordham           |
| 39     | Martin Terry    | Stati Uniti       | Chicago Bulls         | Arkansas          |
| 40     | Ozie Edwards    | Stati Uniti       | Cleveland Cavaliers   | Oklahoma City     |
| 41     | James Lister    | Stati Uniti       | Cleveland Cavaliers   | Sam Houston State |
| 42     | Joe Reaves      | Stati Uniti       | Phoenix Suns          | Bethel            |
| 43     | Steve Mitchell  | Stati Uniti       | Phoenix Suns          | Kansas State      |
| 44     | Bo Lamar        | Stati Uniti       | Detroit Pistons       | UL Lafayette      |
| 45     | Leonard Gray    | Stati Uniti       | Atlanta Hawks         | Long Beach State  |
| 46     | Jim Retseck     | Stati Uniti       | Golden State Warriors | Auburn            |
| 47     | Steve Newsome   | Stati Uniti       | Chicago Bulls         | Houston           |
| 48     | Tom Kozelko     | Stati Uniti       | Capital Bullets       | Toledo            |
| 49     | Allie McGuire   | Stati Uniti       | New York Knicks       | Marquette         |
| 50     | Larry Kenon     | Stati Uniti       | Detroit Pistons       | Memphis State     |
| 51     | E.C. Coleman    | Stati Uniti       | Houston Rockets       | Houston Baptist   |
| 52     | Martinez Denmon | Stati Uniti       | Boston Celtics        | Iowa State        |

## Giocatori scelti nei giri successivi con presenze nella NBA o nella ABA
| Scelta | Giocatore        | Nazionalità | Squadra NBA             | Scuola/ex squadra |
| ------ | ---------------- | ----------- | ----------------------- | ----------------- |
| 55     | Bird Averitt     | Stati Uniti | Portland Trail Blazers  | Pepperdine        |
| 57     | Luke Witte       | Stati Uniti | Cleveland Cavaliers     | Ohio State        |
| 60     | Ronnie Robinson  | Stati Uniti | Phoenix Suns            | Memphis           |
| 63     | Ron King         | Stati Uniti | Golden State Warriors   | Florida State     |
| 64     | Mark Sibley      | Stati Uniti | Chicago Bulls           | Northwestern      |
| 66     | George Karl      | Stati Uniti | New York Knicks         | North Carolina    |
| 67     | Harry Rogers     | Stati Uniti | Milwaukee Bucks         | St. Louis         |
| 68     | Larry Finch      | Stati Uniti | Los Angeles Lakers      | Memphis State     |
| 70     | Reggie Royals    | Stati Uniti | Philadelphia 76ers      | Florida State     |
| 74     | John Coughran    | Stati Uniti | Cleveland Cavaliers     | California        |
| 76     | M.L. Carr        | Stati Uniti | Kansas City-Omaha Kings | Guilford          |
| 83     | Dennis Bell      | Stati Uniti | New York Knicks         | Drake             |
| 88     | Mike Macaluso    | Stati Uniti | Buffalo Braves          | Canisius          |
| 96     | John Williamson  | Stati Uniti | Atlanta Hawks           | New Mexico State  |
| 98     | Johnny Neumann   | Stati Uniti | Chicago Bulls           | Mississippi       |
| 106    | Tim Bassett      | Stati Uniti | Buffalo Braves          | Georgia           |
| 115    | Billy Harris     | Stati Uniti | Chicago Bulls           | Northern Illinois |
| 118    | Nate Hawthorne   | Stati Uniti | Los Angeles Lakers      | Southern Illinois |
| 128    | Jim Owens        | Stati Uniti | Phoenix Suns            | Arizona State     |
| 129    | Ben Kelso        | Stati Uniti | Detroit Pistons         | Central Michigan  |
| 136    | Roy McPipe       | Stati Uniti | Los Angeles Lakers      | Montana State     |
| 138    | Harvey Catchings | Stati Uniti | Philadelphia 76ers      | Hardin-Simmons    |
| 166    | Rod Freeman      | Stati Uniti | Philadelphia 76ers      | Vanderbilt        |
| 173    | Charles Edge     | Stati Uniti | New York Knicks         | LeMoyne-Owen      |
| 204    | Jim Garvin       | Stati Uniti | Buffalo Braves          | Boston            |